# Horst von Oetinger
Günther Horst Sylvester Ritter und Edler von Oetinger (* 31. Dezember 1857 in Erfurt; † 27. September 1928 in Baden-Baden) war ein deutscher Offizier. Er war unter anderem preußischer General der Infanterie.

## Leben

### Herkunft
Horst war der Sohn des späteren preußischen Generalmajors Günther von Oetinger (1821–1881) und dessen Ehefrau Franziska, geborene Klien (1824–1901).

### Militärkarriere
Oetinger trat am 15. Februar 1877 als Fahnenjunker in das Königin Elisabeth Garde-Grenadier-Regiment Nr. 3 der Preußischen Armee in Charlottenburg ein. Dort wurde er am 15. September 1877 zum Fähnrich ernannt sowie am 12. Oktober 1878 zum Sekondeleutnant befördert und als solcher ab 1. April 1881 als Adjutant des Füsilier-Bataillons verwendet. Zur weiteren Ausbildung folgte vom 1. Oktober 1887 bis 21. Juli 1890 die Kommandierung an die Kriegsakademie und seine zwischenzeitliche Beförderung zum Premierleutnant am 22. März 1888. Nach kurzzeitiger Rückkehr in den Truppendienst kommandierte man Oetinger vom 1. April 1891 für zwei Jahre zum Großen Generalstab nach Berlin. Als Hauptmann übernahm er anschließend eine Kompanie in seinem Stammregiment. Am 14. November 1895 wurde Oetinger à la suite des Generalstabes gestellt und in den Nebenetat des Großen Generalstabes versetzt. Bis 1902 hatte Oetinger dann verschiedene Generalstabsverwendungen, so als Erster Generalstabsoffizier der 1. Division in Königsberg und in der gleichen Funktion beim V. Armee-Korps in Posen. Zwischenzeitlich am 25. März zum Major befördert, wurde Oetinger am 18. Oktober 1902 in das Füsilier-Regiment „Königin“ (Schleswig-Holsteinisches) Nr. 86 versetzt und dort einen Monat später zum Kommandeur des II. Bataillons in Flensburg ernannt. Mitte März 1905 wurde Oetinger dann wieder in den Großen Generalstab versetzt und gleichzeitig zum Generalkommando des V. Armee-Korps kommandiert. Nach seiner Beförderung zum Oberstleutnant am 15. September wurde Oetinger am 17. Oktober 1905 schließlich Chef des dortigen Generalstabes. Diese Stellung hatte er bis zum 30. April 1908 inne, um anschließend das Kommando über das in Berlin stationierte Königin Augusta Garde-Grenadier-Regiment Nr. 4 zu übernehmen. Mit der Beförderung zum Generalmajor am 22. März 1912 erfolgte die Ernennung zum Kommandeur der 55. Infanterie-Brigade in Karlsruhe.
Bei Ausbruch des Ersten Weltkriegs war Oetinger aufgrund einer Erkrankung zunächst bei den Offizieren von der Armee und dem stellvertretenden Generalkommando des XIV. Armee-Korps zugeteilt. Nach seiner Gesundung ernannte man ihn am 22. August 1914 zum Kommandeur der Landwehr-Division Lüttich. Einen Monat später gab er das Kommando ab und übernahm als Kommandeur die 20. Division, mit der er an den Stellungskämpfen des X. Armee-Korps an der Aisne teilnahm. Am Geburtstag des Kaisers wurde Oetinger zum Generalleutnant befördert.
Im April 1915 verlegte die Division an die Ostfront nach Galizien und beteiligte sich im Verbund mit der 11. Armee an der Bug-Offensive. Ende August 1915 musste Oetinger das Kommando abgeben, da er an der asiatischen Cholera schwer erkrankt war. Nach einem Aufenthalt im Feldlazarett Bialla und der Wiederherstellung seiner Gesundheit wurde Oetinger dann Kommandeur der neu aufgestellten 109. Infanterie-Division. Mit ihr kam er zunächst bei der 8. Armee vor Jakobstadt zum Einsatz. In den folgenden Monaten konnten dort mehrere Angriffe russischer Streitkräfte erfolgreich abgeschlagen werden. Ende Oktober 1916 folgte die Verlegung auf den Balkan nach Rumänien. Anfangs bei den Grenzkämpfen im Vulkangebirge eingesetzt, kämpfte die Division mit Erfolg in der Schlacht am Szurduk und bei Târgu Jiu. Vom 1. bis 5. Dezember 1916 wurde die rumänische Armee in der Schlacht am Argesch sowie nach der Verfolgung und der Einnahme von Bukarest nochmals bei Rimnicul-Sarat geschlagen. Im Januar 1917 beteiligte sich Oetingers Division in der Schlacht an der Putna an der Eroberung der stark ausgebauten russischen Stellungen, drang dann gegen den Sereth vor, wies dort mehrfach Gegenstöße ab und ging in den Stellungskrieg über. Im Dezember 1916 wurde ihm der Stern zum Roten Adlerorden II. Klasse mit Eichenlaub und Schwertern verliehen.
Am 23. Januar 1917 gab Oetinger das Kommando ab und wurde zum Führer des IX. Armee-Korps ernannt. Mit dem Korps nahm er an der Westfront zunächst bei der 1. Armee, dann bei der 2. Armee an den Kämpfen in der Siegfriedstellung teil. Bei der 18. Armee führte Oetinger sein Korps zu Beginn der Frühjahrsoffensive 1918 in der Durchbruchsschlacht bei St. Quentin-La Fère gegen die feindlichen Stellungen und kämpfte sich bis an die Somme vor. Für die Erfolge seines Korps wurde Oetinger am 26. März 1918 der Orden Pour le Mérite verliehen, den ihm Wilhelm II. auf dem Marktplatz in Ham persönlich überreichte.
Von Ende September 1918 an war das Korps in Lothringen in den dortigen Stellungskämpfe bei der 19. Armee im Einsatz. Von hier aus führte Oetinger nach dem Waffenstillstand von Compiègne seine Truppen in die Heimat zurück und demobilisierte sein Korps in Altona. Auf seinen Wunsch hin wurde Oetinger am 3. Februar 1919 zur Disposition gestellt und erhielt am 20. Oktober 1919 den Charakter als General der Infanterie. Er war Rechtsritter des Johanniterordens.

### Familie
Oetingen heiratete am 5. Oktober 1888 in Berlin Helene Bender (* 1869).

## Auszeichnungen
- Kronenorden II. Klasse[5]
- Komtur II. Klasse des Ordens vom Zähriger Löwen[5]
- Offizier des Albrechts-Ordens[5]
- Komtur II. Klasse des Herzoglich Sachsen-Ernestinischen Hausordens[5]
- Offizier des Ritterordens der Heiligen Mauritius und Lazarus[5]